# Gene Haas
Gene Haas (født 12. november 1952 i Oxnard) er en amerikansk ingeniør, og grundlægger og eneejer af Haas Automation, en fabrikant af CNC-maskiner, med omkring 1.500 ansatte. Haas' store lidenskab for motorsport, har gjort ham til grundlægger af et team i NASCAR, og fra 2016 et i Formel 1.

## Haas Automation
I 1975 fik Haas en bachelor of science i regnskab og finans fra California State University, Northridge. Efter endt uddannelse var han ude af stand til at finde beskæftigelse i erhvervslivet, der betalte mere end det, han tjente på sin sommerjob på et maskinværksted. Så de næste par år arbejdede han som maskinarbejder og CNC-programmør. I 1978 grundlagde han "Pro-turn Engineering", et lille maskinværksted med to medarbejdere; Tony Cortez og Abel Bugarin. 
Haas grundlagde i 1983 virksomheden Haas Automation, der skulle fremstille CNC-maskiner I 1996 var virksomheden vokset fra sine faciliteter i Chatsworth, Californien, og begyndte at lede efter en ny placering, Valget endte på byen Oxnard. I marts 1997 var flytningen til Oxnard færdiggjort.
Haas Automation er nu en af de største producenter af værktøjsmaskiner i USA.

## Motorsport

### NASCAR
Gene Haas grundlagde i 2002 NASCAR-teamet "Haas CNC Racing". Teamet første løb blev kørt 30. september samme år. 
I 2008 fik den amerikanske kører Tony Stewart halvdelen af teamet, mod at han skulle køre teamets bil. Derefter skiftede det navn til Stewart-Haas Racing.

### Haas F1 Team
Haas meddelte i januar 2014 at han ville gå ind i Formel 1, og at det skulle ske fra 2015-sæsonen. Dette blev dog senere udsat, og i 2015 bekræftede FIA, at Haas F1 Team kunne deltage fra 2016.